# 구화주의

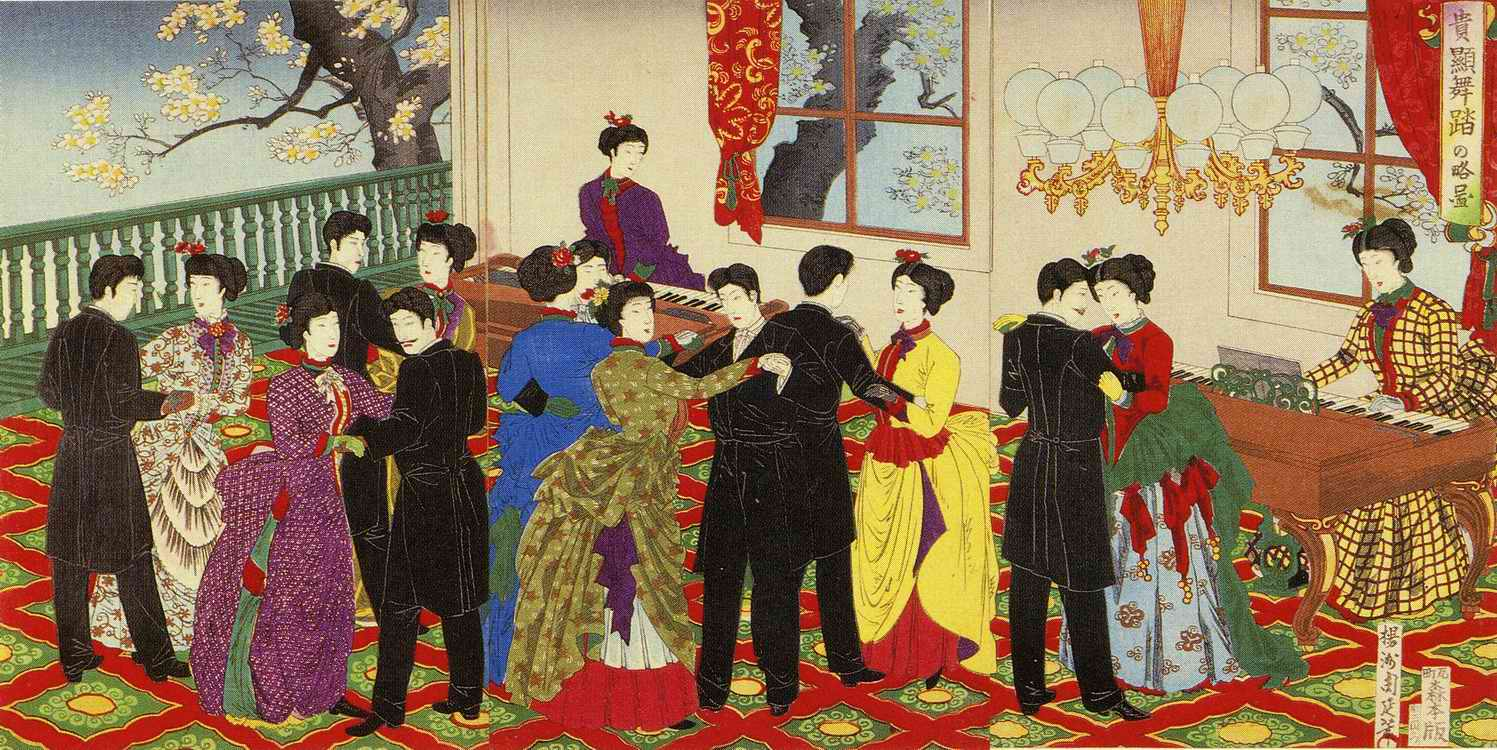

구화주의(일본어: 欧化主義 오우카슈기[*])란 근대화를 추진하기 위해 유럽(구주)의 여러 제도와 문화를 도입하려는 사조를 말한다. 특히 1880년대 일본에서 메이지 정부가 문화・제도・풍속・습관을 유럽풍으로 만들고 서양 국가들에게 일본이 근대화되었다고 인정받기 위해 택한 구화정책(欧化政策) 및 이에 관련해 성행했던 사조를 구화주의라 한다.
외무경(외무대신의 전신) 이노우에 가오루를 중심으로, 안세이 5개국 조약 등 서양 열강과 체결한 불평등조약의 조약개정의 실현을 위해, 헌법 등 법전을 편찬하는 것과 병행해 일본 문화를 유럽풍으로 만들어 일본이 서양과 마찬가지로 국제법의 적용대상으로 간주되는 문명국의 일원임을 인정받고자 한 것이다.
그 대표적 존재가 1883년 완성된 녹명관이었다. 이노우에 자신이 녹명관의 주인역을 맡아 화족・정부고관・외교단을 이끌고 야회 등 행사를 밤낮으로 열었다. 또 실현되지는 않았지만 히비야에 프로이센풍의 대규모 관가를 건설하려는 구상(관청집중계획)이 수립되었다.
문화면에서도 「개량」운동이 관민 모두에게 활발해져, 1883년 야타베 료키치・토야마 마사카즈 등의 로마자회(羅馬字会), 시부사와 에이이치・모리 아리노리의 연극개량회가 결성되었다. 또한 서양을 흉내내어 학회를 창설하려는 움직임도 활발해졌다. 야마다 비묘 등의 언문일치운동도 이 시기에 발생했다.

## 구화주의에 대한 반발
자유민권운동의 탄압, 마츠카타 재정의 심각한 디플레이션 상황에서 이 구화의 움직임은 「귀족주의적 구화」 또는 「위로부터의 구화」로 간주되어 좌우 반체제파의 공격의 표적이 되었다. 자유민권파는 녹명관을 민중으로부터 거둔 세금을 낭비하는 재정난의 온상이라고 비난했다. 평민주의를 주장한 민우사의 토쿠토미 소호 등은 「귀족적 구화주의」로는 아무것도 이룰 수 없다고 비판하고 「아래로부터의 구화」를 주장했다. 또한 황실궁중과 정교사의 미야케 세츠레이를 중심으로 한 관념보수들도 이노우에가 진행한 외국인재판관의 기용 등 조약개정교섭에 대해서 비판하고 정부를 공격해, 내대신 산조 사네토미의 주변(히가시쿠제 미치토미・히지카타 히사모토・오자키 사부로 등)이나 정부 요인인 이노우에 고와시・다니 다테키까지 이 비판에 가세하게 된 것이다.
1887년 4월 4일 히사노미야 내친왕(메이지 천황과 후궁 소노 사치코의 딸)이 죽은 와중에 같은 달 20일 수상관저에서 가장무도회를 개최하고 26일에는 이노우에 가오루 저택에서 천람가부키가 열린 것에 대한 비난도 가해졌다. 또한 가장무도회에서 정부 고관들의 부녀 폭행이 이루어진다는 소문도 퍼졌다. 가장무도회는 영국공사의 의뢰로 회장을 빌려주었을 뿐이고, 폭행 운운은 근거 없는 중상이었지만, 보수파와 민권파는 이토 내각을 공격하기 위한 재료로 이런 헛소문도 적극 활용했다. 이 때의 이토 히로부미 및 이토 내각의 위기적 상황을 「메이지 20년의 위기」(明治20年の危機)라고도 한다.
이런 사태에 이토는 부득이 타니와 이노우에를 경질하고 오쿠마 시게노부와 구로다 기요타카를 입각시켜 사태수습을 꾀했다. 하지만 구로다 내각에서 외무대신으로 유임된 오쿠마가 현양사의 쿠루시마 츠네키에게 폭탄테러를 당해 다리가 날아가고, 조약개정에도 실패함에 따라 구화주의는 쇠퇴, 대외경파의 지지를 받은 국수주의가 대두하게 된다. 하지만 이 시점에서 이미 일본제국헌법이 제정되어 무늬만 서구화인 구화정책에 의존하지 않아도 국제사회에서 일본의 지위는 점진적으로 상승세에 있었다.

## 참고 자료
- 坂本一登『伊藤博文と明治国家形成―「宮中」の制度化と立憲制の導入―』（吉川弘文館、1991年） ISBN 464203630X